# 4900 Maymelou
4900 Maymelou (1988 ME) là một tiểu hành tinh vành đai chính được phát hiện ngày 16 tháng 6 năm 1988 bởi E. F. Helin ở Palomar.